# Émile Gilioli
Émile Gilioli (Parijs, 10 juni 1911 – aldaar, 19 januari 1977) was een Franse beeldhouwer en graficus van Italiaanse afkomst.

## Leven en werk
Gilioli werd als zoon van Italiaanse ouders geboren in Parijs, maar hij groeide op in de Italiaanse stad Reggiolo, waar hij een opleiding volgde als smid. In 1928 verhuisde de familie Gilioli naar Nice. Émile werkte in het atelier van de kunstenaar Chiavacci en bezocht in de avonduren de École des Arts Décoratifs de Nice. In 1930 vervulde hij zijn militaire dienstplicht en in 1931 begon hij een studie aan de École nationale supérieure des beaux-arts in Parijs. Hij assisteerde in 1937 Robert Couturier bij de inrichting en decoratie van het Pavillon d'Élegance tijdens de bouw voor de Wereldtentoonstelling van 1937 (Exposition internationale "Arts et Techniques dans la Vie moderne").
In 1939 werd Gilioli gemobiliseerd en naar Grenoble gezonden, waar hij gedurende de Tweede Wereldoorlog noodgedwongen bleef. Van 1942 tot 1945 woonde hij in Saint-Martin-de-la-Cluze in het Arrondissement Grenoble. Hij maakte in Grenoble kennis met de Franse kunststroming van de lyrische abstractie. In 1945 keerde hij weer terug naar Parijs, waar hij zich aansloot bij de avantgardistische abstracte kunstenaars van de Nouvelle École de Paris Serge Poliakoff, Jean Deyrolle, Jean Dewasne en Victor Vasarely.
Gilioli nam in 1947 deel aan de Salon des réalités nouvelles van galeriste Denise René in het Musée d'art moderne de la Ville de Paris en in 1949 aan de Salon de la jeune sculpture in het Musée Rodin. Hij participeerde ook in groepstentoonstellingen met onder anderen Étienne Martin, Alicia Penalba, François Stahly en Simone Boisecq in Parijs. In 1957 was hij prijswinnaar van de Biennale Internazionale di Scultura di Carrara in Carrara. Hij werd in 1958 uitgenodigd voor deelname aan de Biënnale van São Paulo in de Braziliaanse stad São Paulo en in 1959 aan de documenta II in de Duitse stad Kassel.
Gilioli overleed in 1977 en ligt begraven in Saint-Martin-de-la-Cluze, waar hij na 1945 bleef komen. Zijn voormalige woning en atelier huisvesten sinds 1997 het Musée Émile Gilioli, waar het werk van de kunstenaar permanent wordt geëxposeerd. In 1997 vond een overzichtstentoonstelling plaats in Musée Maillol in Parijs.

## Werken (selectie)
- Monuments aux Morts de Voreppe (1945/46) in Voreppe
- Sphère (1947), Centre Georges Pompidou in Parijs
- Monument persécutions nazies et du régime Vichy (1949/50), Parc Mistral de Grenoble in Grenoble
- Monument aux Morts de Vassieux-en-Vercors (1951) in Vassieux-en-Vercors
- Le Gisant (1952) in Vassieux-en-Vercors
- In Heaven (1954/55),[1] Openluchtmuseum voor beeldhouwkunst Middelheim in Antwerpen
- Klocktornet (1958/59), beeldenpark Marabouparken[2] in Sundbyberg
- Esprit, eau et sang (1961), beeldenpark van het Henie Onstad kunstsenter bij Oslo
- Monument national à la Résistance du Plateau des Glières (1973), bij Le Petit-Bornand-les-Glières en Thorens-Glières (Haute-Savoie), onthuld door André Malraux
- Esprit, Eau et Sang (1973), Musée de la sculpture en plein air in Parijs

## Fotogalerij

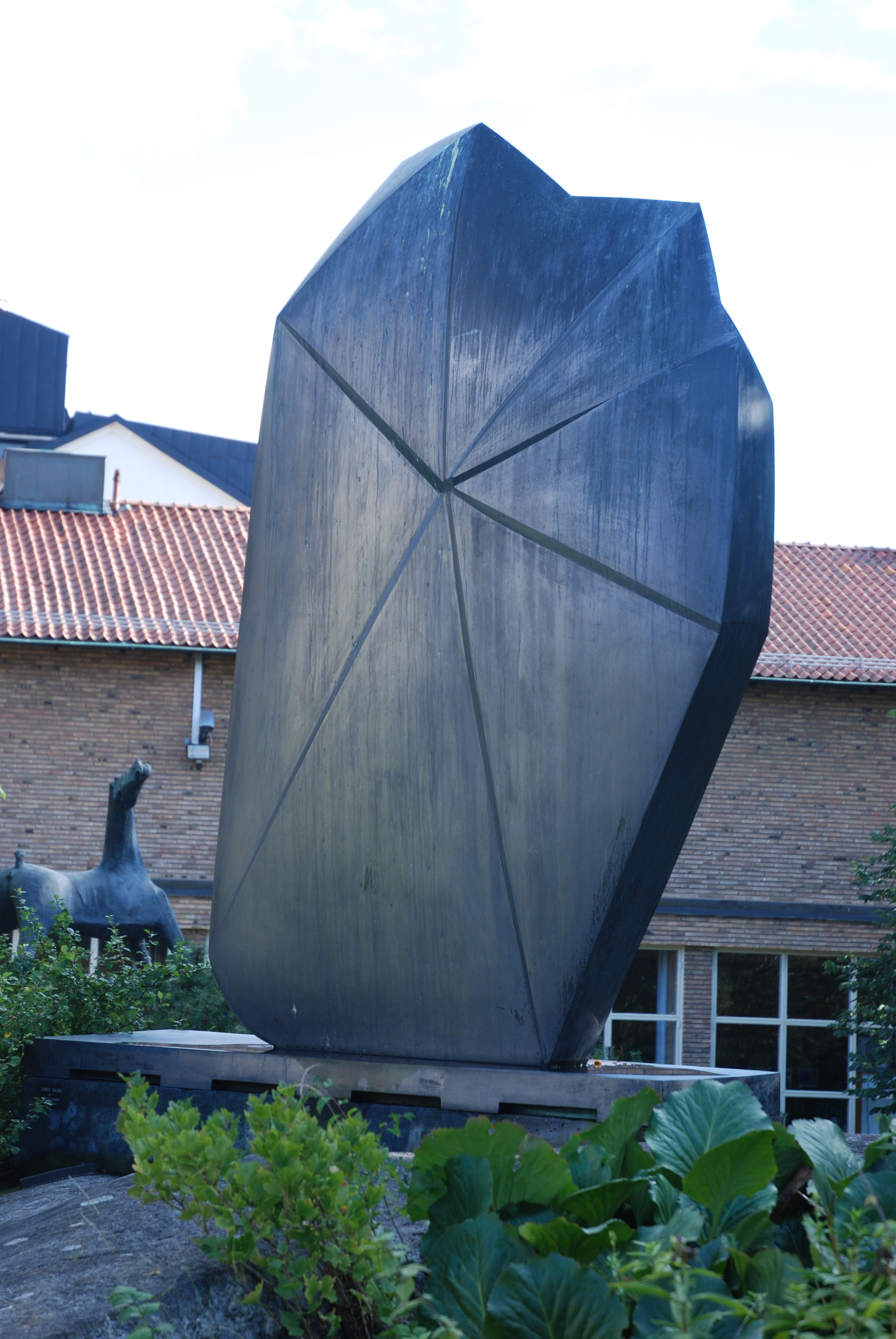
Klokketoren, Sundbyberg, Zweden